# Hartmut Krüger
Hartmut Krüger, nemški rokometaš, * 8. maj 1953, Güsen, Elbe-Parey.
Leta 1980 je na poletnih olimpijskih igrah v Moskvi v sestavi vzhodnonemške rokometne reprezentance osvojil zlato olimpijsko medaljo.